# Stefan Batory pod Pskowem
Stefan Batory pod Pskowem – obraz olejny autorstwa Jana Matejki z 1872, przedstawiający poselstwo cara Rosji Iwana IV Groźnego do króla Polski Stefana Batorego proszące o pokój podczas oblężenia Pskowa.

## Opis obrazu
Obraz Matejki przedstawia fikcyjną scenę rokowań z czasów wojny polsko-rosyjskiej o Inflanty, prowadzonej przez Batorego w latach 1577–1582. Zaprezentowana scena to połączenie dwóch wydarzeń: poselstwa rosyjskich bojarów przyjętego przez Stefana Batorego po zdobyciu twierdzy Wielkie Łuki w 1580 r., oraz rozejmu w Jamie Zapolskim w 1582 r.
Na obrazie widoczny jest obóz wojskowy skąpany w złocieniach, czerwieniach, brązach i srebrnych szarościach. Zachwyt wzbudza doskonale przedstawiona postać króla, pełna dostojeństwa, potęgi i siły (do obrazu pozował Matejce Józef Hasso-Agopsowicz, polski Ormianin). Stefan Batory siedzi przed namiotem w napierśniku i dla podkreślenia majestatu, dodatkowo ubrany jest w złotą delię spływającą na ramiona. Na kolanach trzyma nagą szablę – palce lewej dłoni króla dotykają nagiej głowni broni, sugerując jednoznacznie dalszy bieg wypadków w razie niedotrzymania właśnie zawartego rozejmu w Jamie Zapolskim. Nogi Batorego spoczywają władczo na niedźwiedziej skórze, zapewne jest to aluzja do „niedźwiedzia północy”, czyli Rosji. Obok skóry leży rosyjski sztandar symbolizujący pokonanego wroga. 
Centralną postacią na obrazie jest ubrany w czarny jezuicki habit legat papieski Antonio Possevino, który ma czujną twarz, przenikliwe spojrzenie i gestykulujące dłonie. Koło legata siedzi wojewoda bracławski Janusz Zbaraski ubrany w zielony strój podbity futrem. Za plecami Possevina stoi w zbroi husarskiej Stanisław Żółkiewski (ówczesny sekretarz królewski), przyszły zwycięzca nad Rosjanami w bitwie pod Kłuszynem w 1610, w której odznaczyła się husaria. Jan Matejko zapowiada w ten sposób zajęcie Moskwy (1610) i szczególną rolę, jaką odegra husaria w bitwach XVII wieku, stoczonych pod Kircholmem (1605), Chocimiem (1673) i Wiedniem (1683). Obok Żółkiewskiego stoi młody bratanek Stefana Batorego Baltazar. 
Pod namiotem stoi kanclerz i zarazem hetman wielki koronny Jan Zamoyski ubrany w czerwoną delię, trzymający w prawej dłoni pieczęć koronną, symbol jego funkcji kanclerskiej. Obok niego dyskutują uczestnicy wyprawy na Wielkie Łuki: hetman polny koronny Mikołaj Sieniawski, wojewoda smoleński Filon Kmita i odwrócony plecami, hetman nadworny koronny Jan Zborowski. Pokazanie przez kasztelana pleców Batoremu może być zapowiedzią przyszłego konfliktu jego brata Samuela z królem, w wyniku którego na rozkaz Batorego Samuel Zborowski został w 1584 stracony. Obok nich stoi pisarz wielki litewski Michał Haraburda.
Otyły mężczyzna z czapką w ręku to bojar Iwan Naszczokin udający, że korzy się przed polskim królem. Z tyłu za Naszczokinem znajduje się kniaź Dymitr Jelecki – siwowłosy brodacz, który wyciąga rękę z tekstem rozejmu zawartego z Batorym w Jamie Zapolskim. Niżej, z prawej strony Iwana Naszczokina, pada twarzą do ziemi Roman Ołfierew w charakterystycznym dla wschodniego kręgu cywilizacyjnego pokłonie, oddający cześć i szacunek królowi Polski. Nad nim jest kniaź Teodor Oboleński Lichow w hełmie i w zbroi, trzymający w rękach złamany miecz, symbol klęski w tej wojnie z Polską. Władyka połocki Cyprian, ubrany w bogato zdobioną kapę i mitrę bizantyjską na głowie, klęczy w pokojowym geście pojednania, podając Stefanowi Batoremu chleb i sól na tacy ze szczerego złota.

## Historia obrazu
Po wystawieniu obrazu na wystawie w Pradze, Matejko otrzymał propozycję objęcia dyrekcji tamtejszej Akademii Sztuk Pięknych oraz Medal Sztuki w Wiedniu, a Akademia Francuska obrała go honorowym członkiem zagranicznym.
Obraz znalazł się w kolekcji znanego kolekcjonera oraz mecenasa sztuki Benedykta Henryka hr. Tyszkiewicza, który nabył go  za 60 000 franków. Dzieło eksponowane było w hrabiowskiej rezydencji w Czerwonym Dworze. 
Obraz mocno ucierpiał podczas II wojny światowej. Podobnie jak Rejtan został wywieziony na wschód i przejęty przez Niemców, przechowywany we Lwowie, w pośpiechu ewakuowany w 1944, złożony został w kostkę na 18 części. Kiedy profesor Stanisław Lorentz odnalazł oba płótna we wsi Przesieka koło Jeleniej Góry, były w tak katastrofalnym stanie, iż ich odnowa zajęła trzy lata.
Obraz znajduje się w zbiorach Zamku Królewskiego w Warszawie. Symbolikę obrazu podkreślił fakt rozmów politycznych w jego tle, jakie przeprowadzili prezydenci Polski Andrzej Duda i Litwy Gitanas Nausėda podczas wizyty litewskiego przywódcy na Zamku Królewskim w Warszawie 11 listopada 2022 roku.

## Źródło
- Polaków dzieje malowane, Wydawnictwo Demart, Warszawa 2008, ISBN 978-83-7427-364-0.